# Подорож на Захід

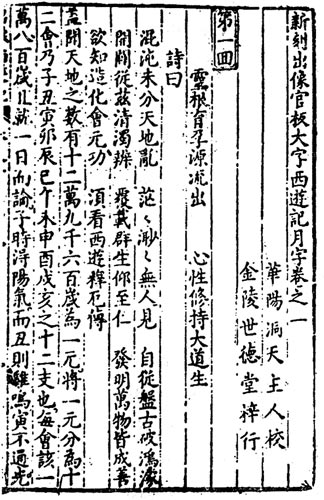
Найдавніше з відомих видань роману — XVI ст.

«Подорож на Захід» (кит.: 西遊記) — один з чотирьох класичних романів китайською мовою. Опублікований в 1590-х роках без посилання на автора. В XX столітті утвердилась думка, що його написав книжник У Чен'ень.
Сатиричний роман зі 100 розділів розповідає про подорож ченця Сюаньдзана Шовковим шляхом з Китаю до Індії за буддійськими сутрами. Проте головним персонажем є не сам Сюаньдзан, який відіграє доволі пасивну роль, а його супутник — цар мавп Сунь Укун. Структурно складається з низки дотепних епізодів, в яких прозора буддистська алегорія нашаровується на канву крутійського роману.
Назва роману часом перекладається як «Король мавп» (наприклад, французькі чи англомовні варіанти перекладу).

## Сюжет

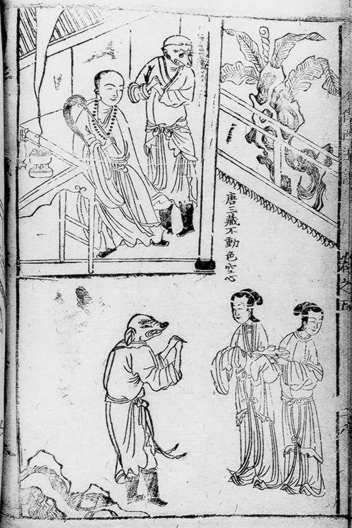
Ілюстрація китайського видання XVIII століття

Перша частина (1-7). Роман починається описом історії світу, його утворення з Хаосу, розділення Пань-гу неба й землі, появи материків і головних епох. У світі є чотири материки: Пурвавідеха, Джамбудвіпа, Го-данья і Курудвіпа. Події починаються на Пурвавідесі, в країні Аолайго. Там живе зграя мавп, одна з яких, найсміливіша, знаходить печеру, де зграя поселяється в безпеці й достатку. Її за це називають Королем мавп. Мавпи процвітають, але король задумається, що колись він помре і все, що ним здобуто, прийде в занепад. Він шукає безсмертя та довідується про Дао, пізнавши яке, зможе жити вічно. Він будує пліт і вирушає в подорож за таємницею безсмертя.
Король мавп лякає своїм виглядом людей. Забравши полишені речі, він видає себе за людину, вчить людську мову та звичаї. Але за багато років йому не вдається нічого довідатись про безсмертя. Одного разу Король мавп зустрічає дроворуба, котрий був знайомий з безсмертним мудрецем. Він знаходить цього мудреця, але той не вірить, що король міг прибути з Пурвавідехи й проганяє його. Проте шанобливою поведінкою король переконує мудреця, що не бреше, і той називає його Сунь Укун — від «дитинча» і «той, хто пізнав небуття». Сунь Укун вивчає книги й ритуали, проте йому не терпиться отримати безсмертя. Вчитель сварить мавпу і застерігає, що ціна безсмертя — три лиха, котрі спідкають його кожні 500 років — грім, вогонь і вітер. Сунь Укун вивчає чаклунство, щоб вберегтися від цих лих, і, вважаючи, що тепер знає таємницю безсмертя, опановує наостанок таємницю польоту. Осідлавши хмару, він повертається до мавп.
Повернувшись, Король мавп дізнається, що його народ потерпає від Царя демонів безладу. Він долає лиходія чаклунством і забирає в демона меч. Щоб таке не повторювалось, Сунь Укун знаходить мавпам зброю і вчить їх битися. Король мавп вирішує дістати собі кращу зброю, для чого вимагає в Царя драконів посох Юя і силоміць відбирає його.
Сунь Укун отруюється алкоголем і за ним приходять духи смерті аби забрати в Пекло. Той називає це помилкою і вимагає дати книгу з іменами всіх живих і мертвих, думаючи, що його сплутали з кимось іншим. Знайшовши запис про себе (а доти він прожив уже 342 роки), Сунь Укун викреслює звідти імена всіх мавп, роблячи безсмертними їх і самого себе. Цар драконів і різні духи жаліються на Сунь Укуна володареві світу — Нефритовому імператору. Нефритовий імператор посилає бога Нечжу покарати Короля мавп. Сунь Укун виграє бій і тоді імператор дає йому чин конюха на Небесах, щоб випробувати, чи справді той чогось вартий. Король мавп покидає роботу й проводить час за розвагами, тож Нефритовий імператор посилає величезну стотисячну армію богів і духів аби покарати Сунь Укуна. Той тікає, перетворюючись на різних істот, і йому погоджуються дати посаду охоронця чарівного саду. Згодом, дізнавшись, що його не запросили на бенкет, Сунь Укун поїдає всі приготовані страви та випиває еліксир, що робить його невразливим.
Тоді втручається Будда і обіцяє визнати Сунь Укуна рівним собі, якщо той зуміє зістрибнути з його долоні. Король мавп, здавалося б, зістрибує та досягає п'яти стовпів, на яких тримається Всесвіт, але це виявляються пальці Будди. Отож, Будда ув'язнює Короля мавп у скрині, котру ховає під горою.
Друга частина (8-12). Імператор Тайцзун отримує видіння Пекла і жахається, що люди не шанують небесних законів і після смерті на них чекають страшні муки. На його прохання дати людям мудрість відгукується богиня Гуанінь. Вона доручає монаху Сюаньцзану вирушити в Індію, щоб доставити звідти сутри, котрі принесуть в Китай, що погруз у гріхах, істину.
Третя частина (13-99). Вирушивши в подорож, монах втрачає своїх супутників через напад чудовиськ і губиться в горах. Він знаходить прихисток в лісоруба, з яким чує голос Сунь Укуна, що просить визволити його і обіцяє служити в подорожі. Монах розшукує печатку, якою визволяє його зі схованої в горі скрині після 500 років неволі. Гуанінь дає монаху чарівний обруч, який він одягає на голову Сунь Укуну. Варто прочитати мантру, як обруч, що неможливо зняти, буде стискатися. Мандрівники вирушають далі разом і зустрічають перевертня — напівлюдину, напівсвиню Джу Бадзє, що був командиром небесного війська, але його вигнали за образу богині місяця Чаньє. Між ними назріває бійка, але перевертень, дізнавшись мету подорожі, вирішує приєднатись до мандрівників.
Дорогу перетинає річка, з якої вискакує чудовисько, котре всі троє не можуть здолати. Це виявляється інший небесний генерал, вигнаний за те, що розбив кришталевий келих богині Заходу Сі Ван Му. За порадою Гуанінь його називають буддійським іменем Шасен і той, втихомирившись, приєднується до подорожі. Потім вони зустрічають чарівного коня Юлуна, що насправді є драконом, зачаклованим за те, що з'їв коня монаха. 
Мандрівники потрапляють на гору, де живуть демони-людоїди, котрі ловлять паломників. Обдурені ними герої один за одним опиняються в полоні, лишається тільки Сунь Укун, якого ті планують спіймати в чарівну пляшку. Сунь Укун перетворюється на мудреця та запевняє нечисту силу, що сам розшукує Короля мавп. Ті віддають йому пляшку, а Король мавп слідом вивідує про скарби, що допоможуть у подорожі. Він відбирає в матері одного з демонів золотий шнур, але демони здогадуються про обман, ловлять Сунь Укуна та зв'язують цим шнуром, який неможливо розв'язати. Хитрістю і чаклунством Сунь Укун звільняється, визволяє друзів і разом їм вдається втекти.
Згодом на шляху опиняється гора, де живе злий дух Червоне Немовля, що прагне стати безсмертним, зжерши монаха. Дух прикидається загубленою дитиною, проте Сунь Укун викриває його, і тоді дух здіймає ураган. Скориставшись сум'яттям, лиходій викрадає монаха й тікає до своєї матері, принцеси Залізне віяло. Король мавп кидається навздогін і майже перемагає в бою, але дух створює кільце полум'я. Сунь Укун слабне, і Джу Бадзє вирушає до Гуанінь за допомогою. Дорогою Червоне Немовля заманює його в пастку і садить в мішок. Сунь Укун вирушає до принцеси Залізне віяло, щоб погасити її віялом полум'я. Спершу вона обманює героя, давши фальшивку, тоді Король мавп перетворюється на її чоловіка, викрадає віяло, гасить полум'я та визволяє Джу Бадзє. Червоне Немовля нападає на них, тоді Гуанінь відгукується на прохання про допомогу та садить демона на чарівний трон, складений з лез. Червоне Немовля обіцяє стати учнем богині та покинути лиходійство, проте не дотримується слова. Лише коли Гуанінь знерухомлює демона, Червоне Немовля зрікається лихих справ та бере буддистське ім'я Судхан.
Герої натрапляють на селище, жителі якого повинні приносити в жертву демону своїх дітей в обмін на воду. Сунь Укун і перевертень перетворюються на дітей і проганяють нечисть, коли вона приходить за ними. Демони вирішують помститися, заманивши мандрівників на лід, який під ними проламається. Сюаньдзан опиняється в полоні демонів, тоді Гуанінь ловить їхнього ватажка, а мандрівники переправляються через річку на черепасі. Дорогою герої потрапляють до Печери шокових тенет, де їх намагаються схопити демони-павучихи.
Йти далі заважають густі зарості, серед яких виявляються демони, що прикидаються монахами. Вони викрадають Сюаньдзана, спокушаючи покинути подорож і одружитися з феєю. Друзі поспішають на допомогу та впізнають, що демони перетворились на дерева, які зрубують.
Гуанінь попереджає, що попереду знаходиться країна, де вбивають буддійських монахів. Герої видають себе за купців і ховаються від переслідувачів у скрині. Вночі нападають грабіжники, що викрадають скриню, але її відбирає сторожа. Сунь Укун вибирається та магією карає жителів міста, побривши їх наголо, від чого всі містяни стають схожими на монахів. Скориставшись цим, мандрівники покидають країну.
Далі трапляється правитель, сини котрого бажають навчитися в героїв бойових мистецтв. Вони замовляють зброю, та її викрадає злий перевертень. Вирушивши на пошуки, Сунь Укун підслуховує розмову перевертнів і разом з Джу Бадзє видає себе за них, повертає зброю і вчиняє розгром у таборі перевертнів. Однак на допомогу приходять перевертні-леви, що забирають Джу Бадзє, а згодом і решту. Королю мавп вдається втекти, після чого виманити ватажка нечисті до слуг місцевого правителя, що долають перевертнів.
Нарешті герої дістаються до Індії, де знаходять обитель Будди. Вони отримують 5048 книг — стільки ж, скільки днів провели в подорожі (13 років). З цими реліквіями мандрівники вирушають додому. Стається жахлива буря, з чого герої розуміють, що злі сили прагнуть завадити поверненню. Будда посилає вітер, що підносить їх та за один день доставляє додому.
Четверта частина (100). Тим часом імператор збудував вежу, з якої щороку виглядав Сюаньдзана. На 14-й рік він прибуває з друзями і імператор влаштовує розкішне святкування. Сюаньдзан за свій подвиг стає Буддою Благочесних заслуг сандалового дерева, а його друзі отримують прощення та здобувають почесні титули.

## Доповнення сюжету
В 1641 Дун Юе опублікував роман «Доповнення до Подорожі на Захід» або «Вежа міріада дзеркал», дія котрого відбувається між 61-ю і 62-ю главами роману У Чен'еня.

## Адаптації

### Театр
- Сюжет роману покладено за основу однойменної п'єси в жанрі цзацзюй Ян Цзіньсяня, що відома своєю феноменальною тривалістю (становить шість п'єс, об'єднаних в одну).[2]
- «Мавпа Сунь» (1984) театру «Ессенс», Чехословаччина.[3]
- «Неймовірні пригоди чудесного Короля мавп» (2001) — дитяча вистава Елізабет Вонг.[4]
- «Король мавп» (2005) — вистава Children's Theater Company, Міннеаполіс.[5]
- «Мавпа: Подорож на Захід» (2007) — вистава Деймона Албарна.[6]

### Екранізації

#### Кіно

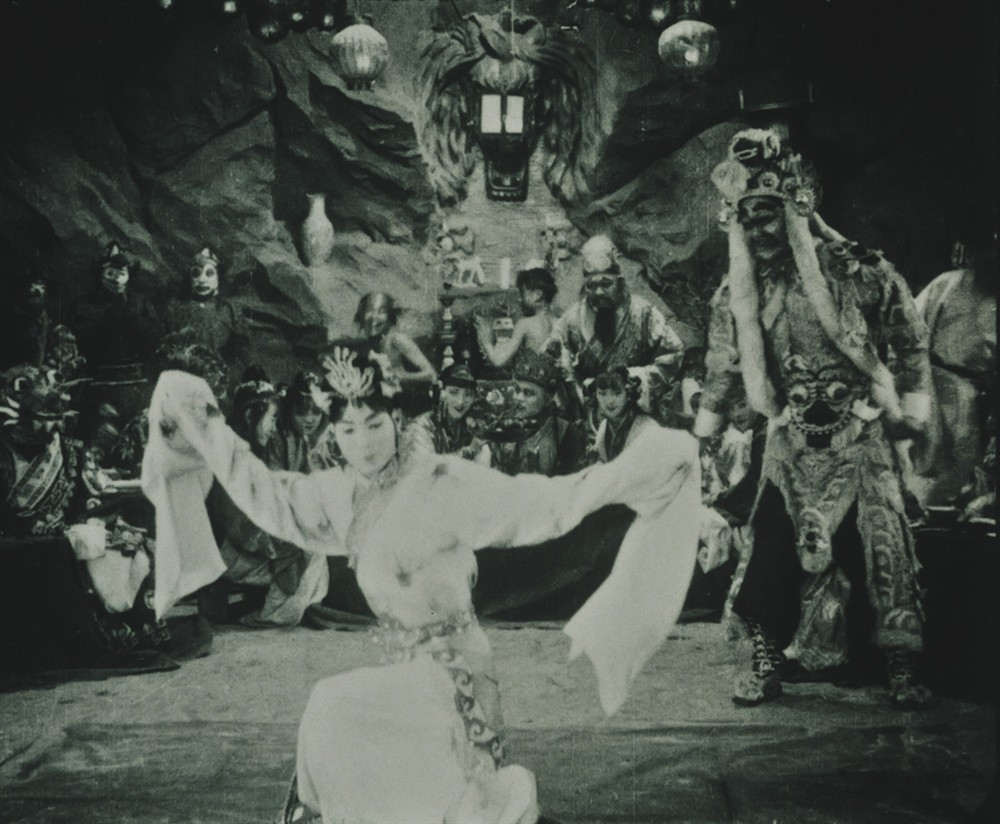
Кадр з «Печери шовкових тенет» (1927)

- «Печера шовкових тенет» (盤絲洞, 1927, Китай) — до 2013 вважався втраченим.
- «Принцеса Залізне віяло» (鐵扇公主, 1941, Китай) — перший китайський повнометражний анімаційний фільм.
- «Мавпа Сунь» (孫悟空, 1959, Японія)
- «Великий Алакадзам» (西遊記, 1960, Японія)
- «Переполох на небесах» (大鬧天宮, 1961, Шанхай)
- «Король мавп і плід безсмертя» (人參果, 1981, Шанхай)
- «Король мавп — переможець демонів» (金猴降妖, 1985, Шанхай)
- «Мавпа йде на Захід» (1966, Гонконг)
- «Принцеса Залізне віяло» (鐵扇公主, 1966, Гонконг)
- «Печера шовкових тенет» (盤絲洞, 1967, Гонконг)
- «Земля пахощів» (女兒國, 1968, Гонконг)
- «Фантастичний малюк» (紅孩兒, 1975, Гонконг)
- «Король мавп і 72 закляття» (新孫悟空72變, 1979, Тайвань)
- «Доремон: Записки паралельного візиту Нобіти на Захід» (のび太のパラレル西遊記, 1988, Японія)
- «Китайська одіссея» (西遊記第壹佰零壹回之月光寶盒, 1995, Гонконг)
- «Небесна легенда» (天庭外傳 ,1998, Тайвань)
- «Китайська історія» (情癲大聖, 2005, Китай)
- «Вогняна куля» (紅孩兒, 2005, Тайвань)
- «Подорож на Захід» (西遊記, 2007, Японія)
- «Король мавп проти Ерлан-шеня» (孙悟空大战二郎神, 2007, Китай)
- «Заборонене царство» (功夫之王, 2008, Китай)
- «Подорож на Захід: Перемога над демонами» (西遊·降魔篇, 2013, Гонконг)
- «Король мавп» (西游記之大鬧天宮, 2014, Китай, Гонконг)
- «Король мавп: Герой повернувся» (西游记之大圣归来, 2015, Китай)
- «Несподіванка» (万万没想到, 2015, Китай)
- «Король мавп 2» (西遊記之孫悟空三打白骨精, 2016, Китай, Гонконг)
- «Укун» (悟空傳, 2017, Китай)
- «Подорож на Захід: Демони завдають удару у відповідь» (西遊伏妖篇, 2017, Китай)
- «Король мавп 3» (西遊記女兒國, 2018, Китай, Гонконг)

#### Телебачення
- «Мавпа» (西遊記, 1978—1980, Японія)
- «Подорож на Захід» (西遊記, 1989,1999, Китай)
- «Подорож на Захід» (新・西遊記, 1994, Японія)
- «Подорож на Захід» (西遊記, 1996, Гонконг)
- «Подорож на Захід» (西游记, 1999, Китай, Канада)
- «Після подорожі на Захід» (西游记后传, 2000, Китай)
- «Король мавп» (The Monkey King, 2001, США) — також відомий під назвою «Загублена імперія» (The Lost Empire)
- «Король мавп: Пошуки сутри» (齊天大聖孫悟空, 2002, Гонконг, Тайвань)
- «Подорож на Захід» (西遊記, 2006, Японія)
- «Подорож У Чен'еня на Захід» (吳承恩與西遊記, 2010, Китай)
- «Подорож на Захід» (西遊記, 2010, Китай)
- «Подорож на Захід» (西遊記, 2011, Китай)
- «У пустелі смерті» (Into the Badlands, 2015, США)
- «Нова подорож на Захід» (신서유기, 2015, Південна Корея)
- «Корейська одіссея» (화유기, 2017, Південна Корея)
- «Нова легенда про мавпу» (The New Legends of Monkey, 2018, Австралія, Нова Зеландія)
- «До того, як ми знову зустрінемось» (千年来说对不起, 2018, Сингапур)

### Відеоігри
- SonSon (1984) — платформер для аркадних автоматів.
- Saiyuki: Journey West (2001) — тактична рольова гра для PlayStation.
- Dragon Ball: Origins (2008) — пригодницький бойовик для Nintendo DS.
- Enslaved: Odyssey To The West (2008) — пригодницький бойовик для PS3, Xbox 360, ПК.
- Unruly Heroes (2019) — платформер для Android, iOS, PC, Nintendo Switch, PlayStation 4, Xbox One.
- Black Myth: Wukong (2024) — пригодницький бойовик для PlayStation 5, ПК.

## Головні критичні студії роману
- Fu, James S. Mythic and Comic Aspects of the Quest. Singapore: Singapore University Press, 1977.
- Hsia, C.T. «The Journey to the West». The Classic Chinese Novel. New York: Columbia UP, 1968. 115—164.
- Kao, Karl S.Y. «An Archetypal Approach to Hsi-yu chi.» Tamkang Review 5, no.2 (Oct 1974). 63–98.
- Plaks, Andrew. The Four Masterworks of the Ming Novel. Princeton: Princeton UP, 1987. 183—276.
- ---. «Journey to the West». Miller, Barbara S. (ed.): Masterworks of Asian Literature in Comparative Perspective. New York — London: M.E. Sharpe, 1994. 272—284.
- Yu, Anthony C. «Two Literary Examples of Religious Pilgrimage: The Commedia and the Journey to the West.» History of Religions 22, no. 3 (Feb 1983). 202—230.

## Видання українською
У 2020 році видавництво «Сафран» видало адаптацію «Подорожі на Захід» для дітей:
- Король мавп / пер. з кит. Мар'яна Савченко. Київ: Сафран, 2020. 112 с.